# Pseudaulacaspis gynandropsidis
Pseudaulacaspis gynandropsidis är en insektsart som först beskrevs av Green 1922.  Pseudaulacaspis gynandropsidis ingår i släktet Pseudaulacaspis och familjen pansarsköldlöss. Inga underarter finns listade i Catalogue of Life.